# Nosopsyllus farahae
Nosopsyllus farahae är en loppart som beskrevs av Farhang-azad 1973. Nosopsyllus farahae ingår i släktet Nosopsyllus och familjen fågelloppor. Inga underarter finns listade i Catalogue of Life.